# 豐野站 (大阪府)
豐野站（日语：／ Toyono eki */?）是位於大阪府寢屋川市豐野町，京阪電氣鐵道京阪本線的鐵路車站（廢站）。

## 概要
京阪於沿線建設運動設施，其中一座設施名為「京阪Ground」。在1922年（大正11年）3月，於寢屋川站（現時：寢屋川市站）與香里站（現時：香里園站）之間設置了「運動場前站」，該站是距離京阪Ground最近的車站。當時車站地址為大阪府北河內郡豐野村，該站當初為一座臨時車站。後來在同年11月變為常設車站。
在1942年（昭和17年），由於京阪Ground的使用量低而關閉，遺址建設了住宅區（即現時的豐野團地）。在1943年（昭和18年），車站名稱改為「豐野站」。
在1963年（昭和38年），京阪本線延長至淀屋橋後，寢屋川市站隨即遷移至靠近京都一方。因寢屋川市站與此站合併，此站被廢除，而待避線方面改為設置於香里園站。車站遺址是寢屋川市站與香里園站之間，高架橋完結部分處。

## 歷史
- 1922年（大正11年）
  - 3月23日：設置運動場前站[1]。當時為臨時車站。
  - 11月12日：變為常設車站[1]。
- 1943年（昭和18年）
  - 1月20日：車站改名為豐野站[1]。
  - 10月1日：京阪電氣鐵道與阪神急行電鐵合併為京阪神急行電鐵，此站成為京阪神急行電鐵的車站。
- 1945年（昭和20年）9月15日：為了恢複正常交通而暫停使用此站[1]。
- 1947年（昭和22年）2月5日：車站重開，臨時開始處理客運業務。
- 1948年（昭和23年）5月15日：車站重建[1]。
- 1949年（昭和24年）12月1日：公司分離，再次成為京阪電氣鐵道的車站。
- 1963年（昭和38年）
  - 5月2日：1號月台暫停使用[1]。
  - 5月15日：與寢屋川市站合併，此站被廢除。

## 車站構造
此站設有2面4線的島式月台。此站設有折返列車班次前往淀屋橋方向。此站的規模比寢屋川市站大，客量也較多。

## 車站周邊
- 寢屋川市政廳
- 大阪府立寢屋川高等學校（日语：大阪府立寝屋川高等学校）
- 大阪公立大學工業高等專門學校
- 大阪府警察（日语：大阪府警察）寢屋川候命宿舍
- 寢屋川豐野郵局
- 星光醫院[3]
- 平池家住宅 - 主屋為國家登錄有形文化財[4]。
- 大阪府道18號枚方交野寢屋川線（日语：大阪府道18号枚方交野寝屋川線）
- 京阪巴士（日语：京阪バス）「寢屋川市役所前」巴士站、「八坂神社前」巴士站
- 寝屋川（日语：寝屋川）

## 現狀
上行線路軌旁還可看見部分月台痕跡。

## 相鄰車站
京阪電氣鐵道
京阪本線
寢屋川市－豐野－香里園

## 注腳

## 相關項目
- 日本鐵路車站列表 To